# Yann-Fañch Kemener
Yann-Fañch Kemener   (Saint-Brieuc, 7 d'abril de 1957 - Tréméven, 16 de març de 2019) va ser un cantant tradicional bretó. Considerat un dels renovadors del gènere Kan ha diskan (cant i contra-cant) en els anys 1970 i 1980, generalment amb el seu company Erik Marchand, ha contribuït a la pervivència de la transmissió dels cants tradicionals per la seva activitat de cantant tradicional, per la compilació de la tradició local i de la transmissió de la llengua bretona.

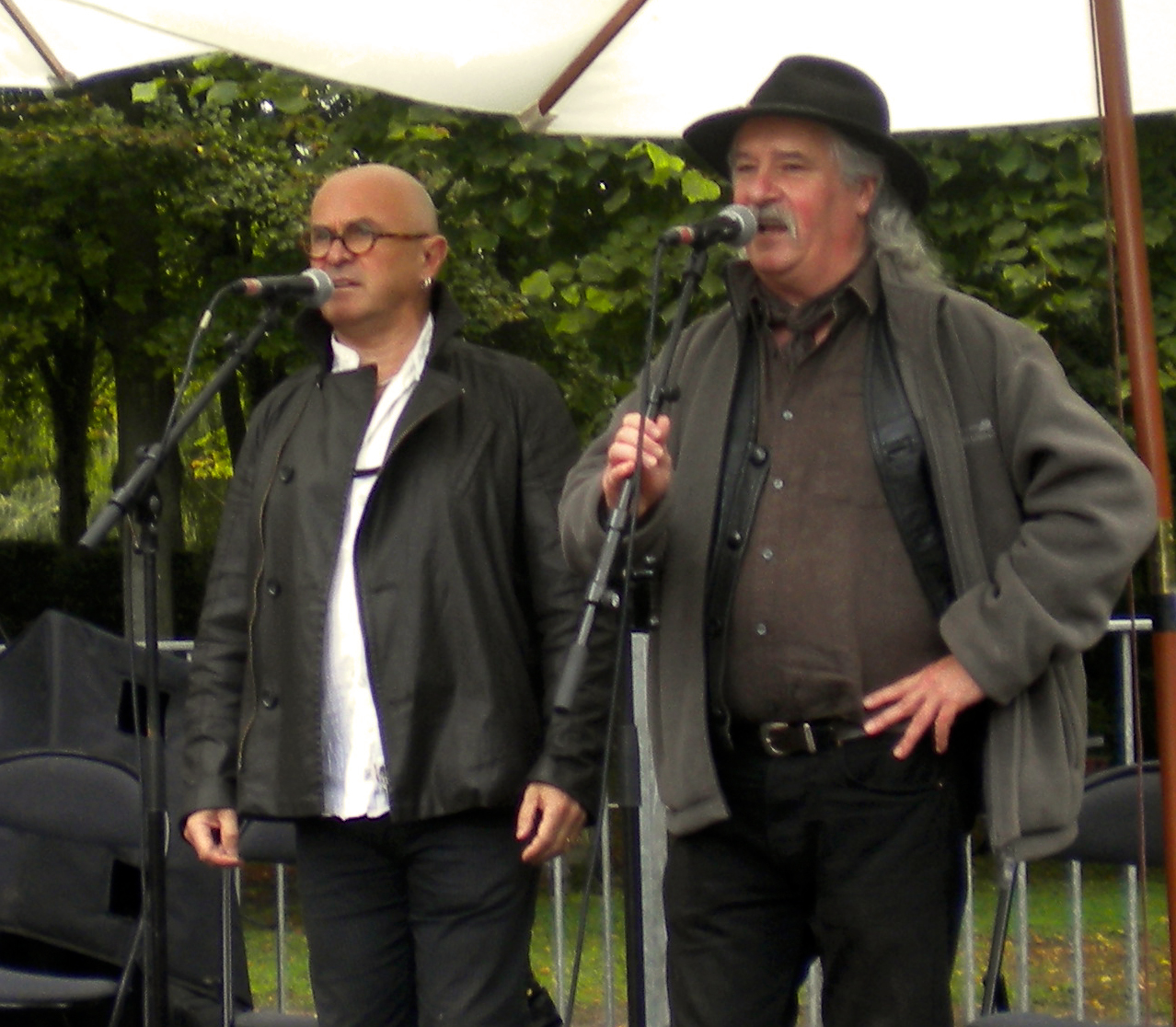
Yann-Fañch Kemener (esquerra) amb Erik Marchand e Villarceaux, 2011

Ha col·laborat amb el grup Barzaz, així com amb Dan Ar Braz, Didier Squiban, Alain Genty, Aldo Ripoche, Anne Auffret, etc., i la seva veu singular l'ha fet una figura emblemàtica del cant bretó. Ha participat en nombrosos festoù-noz.

## Discografia
- Chants profonds et sacrés de Bretagne, 1977
- Chants profonds et sacrés de Bretagne 2, 1978
- Chants profonds et sacrés de Bretagne 3, 1982
- Kan ha diskan, 1982, amb Marcel Guilloux
- Chants profonds et sacrés de Bretagne 4, 1983
- Chants profonds de Bretagne, 1983
- Dibedibedañchaou, 1987, reeditat per Dastum el1999
- Gwerziou et soniou, 1988
- Ec'honder, 1989, amb el grup Barzaz
- Chants profonds de Bretagne, 1991
- Un den kozh dall, 1992, amb el grup Barzaz
- Roue Gralon Ni Ho Salud , 1993, amb Anne Auffret
- Chants profanes et sacrés de Bretagne - Roue Gralon ni ho salud, 1993
- Enez eusa, 1995, avec Didier Squiban
- Ile-exil, 1996, avec Didier Squiban
- Karnag / Pierre Lumière,, 1996
- Carnet de route, 1996 (collectages auprès d'anciens)
- Kan ha diskan, 1997, amb Valentine Collecter, Erik Marchand, Marcel Guilloux, Annie Ebrel, Claudine Floc'hig, Patrick Marie, Ifig Troadeg
- Kimiad, 1998, amb Didier Squiban
- Barzaz Breiz, 1999, amb La Maîtrise de Bretagne
- An Eur Glaz, 2000, amb Aldo Ripoche
- An dorn, 2004, amb Aldo Ripoche
- Dialogues, 2006, amb Aldo Ripoche i Florence Pavie
- Noël en Bretagne, 2008, amb Aldo Ripoche
- Tuchant e erruo an hañv - Bientôt l'été, 2008, amb Aldo Ripoche, Florence Rouillard i Ruth Weber